# Аквилано (Кјети)
Аквилано (итал. Aquilano) је насеље у Италији у округу Кјети, региону Абруцо.
Према процени из 2011. у насељу је живело 160 становника. Насеље се налази на надморској висини од 100 м.